# کالیپسو (موسیقی)
گونه موسیقی که از اوائل قرن بیستم در جزایر کارائیب واقع در آمریکای مرکزی، به‌ویژه در ترینیداد، رایج شد. اگر چه عموماً کالیپسو را دارای ریشه آفریقائی می‌دانند ولی برخی آن را ادامه سنت موسیقائی نوازندگان دوره‌گرد فرانسوی قرون وسطی می‌شمارند. فرانسه، در کنار اسپانیا و بریتانیا، یکی از مستعمره‌داران کارائیب بود.